# Adèle Island
 Adèle  Island är en ö i Australien. Den ligger i delstaten Western Australia, omkring 2 000 kilometer norr om delstatshuvudstaden Perth.
Genomsnittlig årsnederbörd är 1 826 millimeter. Den regnigaste månaden är februari, med i genomsnitt 602 mm nederbörd, och den torraste är september, med 1 mm nederbörd.